# ハードボール〜マイキーは転校生〜
『ハードボール〜マイキーは転校生〜』（はーどぼーる　まいきーはてんこうせい、原題: Hardball）はオーストラリアのテレビドラマ。オーストラリアにおいてはABC Meで放送され、日本においては2024年4月7日よりシーズン1がNHK Eテレにおいて放送が開始された。また2024年10月20日より『ハードボール2〜チーム・マイキーの挑戦〜』というタイトルでシーズン2の放送が開始された。
番組は「Northern Pictures」「Screen Australia」「Create NSW」「Australian Children's Television Foundation」によって制作され、ABC Meのアプリにおいて2019年4月1日にストリーミング配信され、2019年4月22日に放送された。 また2021年にシーズン2の放送が開始された。シリーズはオーストラリアのニューサウスウェールズ州のラ・ペルーズにあるLa Perouse Public Schoolで撮影された。

## 概要

### シーズン1
マイキーはラグビー選手の父親であるダディがチームを移籍する事に伴い、ロトルアというニュージーランドにある静かな町からオーストラリアのシドニー西部へと引っ越す。
転校先の小学校は多くの個性的な子ども達がおり、マイキーはクラス（5年B組）のボス的存在であるティファニーに目をつけられる。そしてマイキーは新しい学校でクラスメイトとなったジェリーから、オーストラリアの人気球技「ハンドボール」を覚えなければこの学校には馴染めない事を知らされる。学校ではジェリーやサルワなどマイキーを勝たせたいクラスメイト達に出会う。そしてマイキーはジェリーやサルワとチームを組み、ハードな練習をこなし、ハンドボールでナンバー1となる事を目指す。
互いに反発し合いながらも、人種や背景などさまざまな違いを乗り越えて、理解を深めていく子ども達の姿を描く。

### シーズン2
シーズン1の13話「サシー・ウェスト・ハット!」で優勝したマイキーは、6年生に進級する。ジェリーとサルワにティファニーとプリシャを加えた5人でチーム・マイキーを結成して、州大会への出場を目指すこととなる。しかし双子の天才アスリート、イバンカとビクトルがマイキー達の通う小学校に転校してきて、チーム・マイキーの前に立ちはだかる。
一方マイキーは父のダディからラグビーを教わっているが、ある名門校からラグビーの奨学金に応募しないかと誘いを受ける。

## 登場人物

### マイキー達のクラスメイト

#### チーム・マイキー
- マイキー / マイケル・マハーキ（Mikey）
  - 演: セミシ・チーカム[1][4][10]、声: 梅村さえ[1][4]
  - ダディのチーム移籍に伴い、ニュージーランドからオーストラリアへと引っ越してくる[1][4]。明るく素直な性格で、いじわるや嫌みをかわす[4]。スポーツは見る方が好きだが、体が大きくてパワーがあり、また持ち前の素直さで練習を頑張り、ハンドボールの腕前を徐々に上げていく[4]。
- ジェリー（Jerry）
  - 演: ローガン・リバーガー[1][4][10]、声: 西岡璃南[1][4]
  - マイキーのクラスメイトで、マイキーの相棒[4]。賢く、あらゆる物事を論理的に考える[4]。いち早くマイキーの持つハンドボールの才能を見抜いた[4]。
  - シーズン2では西オーストラリア州へ行くこととなり、チーム・マイキーにおいてはアドバイザーを担当することとなった[3]。
- サルワ（Salwa）
  - 演: リアナ・ハムダン[1][4][10]、声: 森川真紗子[1][4]
  - マイキーのクラスメイトで、マイキーの友達[6]。負けず嫌いの性格だが、根は優しい[4]。「スイートヤミー」という菓子店で働きながら、学校に通っている[4]。ハンドボールの実力は学校でトップクラスで、ティファニーとも互角に戦えそうなレベルの実力を持っている[1][4]。レバノンに家系のルーツを持つ[11]。
- プリシャ（Prisha）
  - 演: ホーリー・サイモン[10]、声: 永瀬アンナ[12]
  - マイキーのクラスメイトで、シーズン1では審判を担当[3]。
  - シーズン2では審判を引退してチーム・マイキーでコーチを担当する[3]。決められたルールは必ず守るという信念を持っている[3]。ビクトルのことが気になっている[3]。

#### チーム・ボルコフ
- イバンカ・ボルコフ（Ivanka Volkov）
  - 演: エラ・ホロウェル、声: 兒林美沙紀
  - シーズン2にマイキー達の通う小学校に転校してきた転校生[3]。ビクトルとは双子のきょうだい。最強のハンドボール選手で、決して表情を崩さない[3]。両利き[2]。
- ビクトル・ボルコフ（Viktor Volkov）
  - 演: サム・エヴリングハム、声: 原田萌
  - シーズン2にマイキー達の通う小学校に転校してきた転校生[3]。イバンカとは双子のきょうだい。最強のハンドボール選手。両利き[2]。プリシャのことが気になっている[3]。

#### その他のマイキー達のクラスメイト
- ティファニー（Tiffany）
  - 演: エリン・チョイ[1][4][10]、声: 庄司宇芽香[1][4]
  - 学校で1番の優等生であるが、いつもマイキーたちに嫌みを言ってくる[4]。クラスのボス的存在で、勉強でもハンドボールでもトップに君臨する[1][4]。家はお金持ちでスティール（Steele）とストーン（Stone）という2人のパパがいる（後述）[4][6]。中華人民共和国に家系のルーツを持つ[11]。以前は西シドニーにある別の小学校に通っていた[13]。
  - シーズン2開始当初はチーム・マイキーに所属していたが、シーズン2第2話『新メンバーをさがせ!』でチーム・マイキーからチーム・ボルコフへ寝返る[14]。しかし、シーズン2第9話『チーム・マイキー再結成!』で再びチーム・マイキーへと戻る[15]。
- リリー（Lily）
  - 演: ティリー・ブル[10]
  - シーズン1より登場するティファニーの友人、シーズン2においてはティファニーとはやや疎遠となる[16]。
- ランス（Lance）
  - 演: ニコラス・クラドック[10]、声: 柚木尚子[17]
  - シーズン1より登場するティファニーの友人、シーズン2においてはティファニーとはやや疎遠となる[18]。
- バオ（Bao）
  - 演: タイラン・ゴーガン[10]、声: 石川藍[19]
  - マイキーのクラスメイト[19]。
- ムスタファ（Mustafa）
  - 演: マフディー・ムラド[10]、声: 橋爪千明[20]
  - マイキーのクラスメイト[20]。

### マイキーの家族
- ダディ（Daddy）
  - 演: ダヤ・S・マフィティ[4][10]、声: 茶花健太[4][21]
  - マイキーの父[4]。ラグビーの選手で、チームを移籍する事に伴い、ニュージーランドからオーストラリアに引っ越す[4]。ブルフロッグス（英: Bullfrogs）という名前のチームに移籍した[22]。
- アンティ（Auntie）
  - 演: マリア・ウォーカー[4][10]、声: 佐古真弓[4]
  - マイキーのおば[4]。自動車修理工場を経営している[3]。無愛想な性格だが、面倒見は良い[4]。

### ジェリーの家族
- ケビン（Kevin）
  - 演: ジャック・スコット[10]、声：藤井雄太[23]
  - ジェリーの兄[24]。コンピューターが得意。

### サルワの家族
- ライアン（Rayan）
  - 演: Alana Mansour[10]
  - サルワの姉[25]。サルワ同様に菓子店「スイートヤミー」で働いている。

### ティファニーの家族
- スティール（Jayden Steele）
  - 演: マット・ゼレメス[10]、声 : 星野貴紀
  - ティファニーのパパ[4][6]。
- ストーン（Bevan Stone）
  - 演: ガイ・エドモンズ[10]、声 : 星野健一
  - ティファニーのパパ[4][6]。

### マイキー達の通う学校の教師
- クラーパー先生（Ms. Crapper）
  - 演: ヘレン・ダリモア（英語版）[10]、声: 石塚理恵[21][26]
  - マイキーが転校してきた学校の次期校長先生[6]。
- バーム先生（Miss Bahm）
  - 演: HaiHa Le[10]
  - マイキーが転校してきた学校の教師。

### その他の登場人物
- ベアトリス（Beatrice）
  - 演: Julia Savage[10]、声: ふじたまみ[27]
  - ティファニーが以前通っていた小学校の生徒。
- コーナー・マッキャン（Connor McCaan）
  - 演: Hugo Johnstone-Burt[10]
  - ダディの移籍したラグビーチームのブルフロッグスのキャプテン。
- ブランドン（Brandon）
  - 演: Taylor Wiese[10]
  - ダディの移籍したラグビーチームのブルフロッグスのチームメンバー。
- ジャック（Jack）
  - 演: Jack Wetere[10]
  - ダディの移籍したラグビーチームのブルフロッグスのチームメンバー。
- Zポップ[28][29] / イーディー（Z-Pop / Edie）
  - 演: Lila Tapper[10]
  - シーズン1第8話『黒いフードの魔女』より登場[28][29]。マイキー達が動画で見たハンドボールがとても強い少女で、秘密のハンドボール仲間達のリーダー[28][29][30]。シーズン1第8話においてマイキーとZポップがハンドボールの対戦することとなった[30]。
- ゲイリー・ギャリソン（Gary Garrison）
  - 演: Andrew Ryan[10]、声: 加藤拓二[27]
  - シーズン1第10話『チャンピオンの教え』より登場[13]。ハンドボールの世界チャンピオンで、シーズン1第10話『チャンピオンの教え』においてティファニーが以前通っていた小学校で、ワークショップを開催する[13][27]。
- ブラーパー先生（Ms. Blapper）
  - 演: ヘレン・ダリモア（英語版）[10]
  - クラーパー先生の双子のきょうだいで、バターフィールド学園の校長。

## 放送
- 2024年4月7日 - 2024年6月30日[31]
  - シーズン1
  - NHK Eテレ 日曜日 17:25 - 17:50
- 2024年10月20日[2] - 2024年12月22日 
  - シーズン2
  - NHK Eテレ 日曜日 17:25 - 17:50

## エピソード
| シーズン | シーズン | オリジナル版   | オリジナル版   | 日本           | 日本           |
| シーズン | シーズン | 初回放送日     | 最終放送日     | 初回放送日     | 最終放送日     |
| -------- | -------- | -------------- | -------------- | -------------- | -------------- |
|          | 1        | 2019年04月01日 | 2019年04月01日 | 2024年04月07日 | 2024年06月30日 |
|          | 2        | 2021年06月25日 |                | 2024年10月20日 | 2024年12月22日 |

### シーズン1
| 話数 | 日本語タイトル            | 原題                             | 監督            | 脚本                         | 日本初放送日 (JST) | 出典   |
| ---- | ------------------------- | -------------------------------- | --------------- | ---------------------------- | ------------------ | ------ |
| 1    | ヒヨッコの初日            | Across the Ditch                 | - Darren Ashton | - Guy Edmonds - Matt Zeremes | 2024年04月07日     | [ 35 ] |
| 2    | ハメられたサルワ          | Sorry Salwa                      | - Darren Ashton | - Guy Edmonds - Matt Zeremes | 2024年04月14日     | [ 36 ] |
| 3    | 伝説の英雄ハウイ          | Howie the Handball Hero          | - Darren Ashton | - Guy Edmonds - Matt Zeremes | 2024年04月21日     | [ 37 ] |
| 4    | スマホをゲットせよ!       | Impossible Mission               | - Darren Ashton | - Guy Edmonds - Matt Zeremes | 2024年04月28日     | [ 38 ] |
| 5    | ダディのデビュー戦        | Too Many Cooks                   | - Darren Ashton | - Guy Edmonds - Matt Zeremes | 2024年05月05日     | [ 39 ] |
| 6    | 目指せ!予選突破           | Battle of Block Street           | - Kacie Anning  | - Guy Edmonds - Matt Zeremes | 2024年05月12日     | [ 40 ] |
| 7    | しめきりは午後4時         | Rush Hour                        | - Fadia Abboud  | - Guy Edmonds - Matt Zeremes | 2024年05月19日     | [ 41 ] |
| 8    | 黒いフードの魔女          | The Girl with the Handball Hoody | - Kacie Anning  | - Guy Edmonds - Matt Zeremes | 2024年05月26日     | [ 29 ] |
| 9    | おかしなカップル          | The Odd Couple                   | - Darren Ashton | - Guy Edmonds - Matt Zeremes | 2024年06月02日     | [ 42 ] |
| 10   | チャンピオンの教え        | Garry Garrison                   | - Kacie Anning  | - Guy Edmonds - Matt Zeremes | 2024年06月09日     | [ 13 ] |
| 11   | 被告人マイキー            | A Few Good Bros                  | - Darren Ashton | - Guy Edmonds - Matt Zeremes | 2024年06月16日     | [ 43 ] |
| 12   | ボルブロムの誓い          | Volbrom                          | - Darren Ashton | - Guy Edmonds - Matt Zeremes | 2024年06月23日     | [ 44 ] |
| 13   | サシー・ウェスト・ハット! | Sasi-Wests-Hat                   | - Darren Ashton | - Guy Edmonds - Matt Zeremes | 2024年06月30日     | [ 9 ]  |

### シーズン2（チーム・マイキーの挑戦）
| 話数（通算） | 話数（シーズン） | 日本語タイトル              | 原題                         | 日本初放送日 (JST) | 出典   |
| ------------ | ---------------- | --------------------------- | ---------------------------- | ------------------ | ------ |
| 14           | 1                | 最強の転校生                | Life's Sweet As Eh!          | 2024年10月20日     | [ 8 ]  |
| 15           | 2                | 新メンバーをさがせ!         | Book Week                    | 2024年10月27日     | [ 47 ] |
| 16           | 3                | 弱気なサルワ                | Goo Goo Gaa Gaa              | 2024年11月03日     | [ 48 ] |
| 17           | 4                | スマートウォッチの秘密      | Greatest Heist Ever          | 2024年11月10日     | [ 49 ] |
| 18           | 5                | ホットな文化デー            | Did Someone Say Culture Day? | 2024年11月17日     | [ 11 ] |
| 19           | 6                | 僕はイナズマ!               | Trial Town!                  | 2024年11月24日     | [ 50 ] |
| 20           | 7                | 4つの星                     | You're A Star!               | 2024年12月01日     | [ 51 ] |
| 21           | 8                | マタリキ募金フェスティバル  | Matariki                     | 2024年12月08日     | [ 52 ] |
| 22           | 9                | チーム・マイキー再結成!     | We Can Rebuild Them          | 2024年12月15日     | [ 15 ] |
| 23           | 10               | マイキー・スタイルでいこう! | Staties Time!                | 2024年12月22日     | [ 53 ] |

## 受賞
- 2020年度の「第47回日本賞」において「児童向け部門最優秀賞（文部科学大臣賞）」を受賞した[1]。